# Скалино (станция)
Скалино — железнодорожная станция 5 класса Ярославского региона Северной железной дороги на 404,3 км линии Данилов — Вологда I, в населённом пункте Скалино, расположенном в Первомайском районе Ярославской области.

## География
Соседние станции (ТР4): 302827 Марфино и 302916 409 км.
Расстояние до узловых станций (в километрах): Вологда I — 90, Данилов — 49.

## История
Станция была открыта в 1872 году, когда была проложена железная дорога от Ярославля до Вологды.
В 1978-2014 годы на станции останавливался скорый фирменный поезд «Вологодские зори», курсировавший по маршруту Вологда — Москва — Вологда.

## Пригородное сообщение
Через станцию Скалино ежедневно проходит пригородный электропоезд сообщение Вологда — Данилов (1 рейс в сутки в обе стороны).

## Коммерческие операции
- 1	Прием и выдача повагонных отправок грузов, допускаемых к хранению на открытых площадках станций.
- 3	Прием и выдача грузов повагонными и мелкими отправками, загружаемых целыми вагонами, только на подъездных путях и местах необщего пользования.
- П	Продажа билетов на все пассажирские поезда. Прием и выдача багажа.